# 陈云纪念馆
陈云纪念馆（英語：Chen Yun Memorial）位于上海市青浦区练塘镇老朱枫公路3516号，是中国共产党领导人陈云的纪念馆。

## 历史
陈云纪念馆是经中共中央批准建立的中国唯一系统展示陈云生平业绩的纪念馆，设在陈云的家乡上海市青浦区练塘镇。该馆在中共上海市委直接领导下，在中央有关部门指导下，在“陈云故居”和“青浦革命历史陈列馆”原址基础上，于2000年6月6日陈云诞辰95周年之际建成开馆，时任中共中央总书记江泽民题写馆名“陈云故居暨青浦革命历史纪念馆”。2002年入选上海市文物保护单位。2005年6月8日陈云诞辰100周年之际，在纪念馆落成陈云铜像，江泽民为铜像题词。2008年3月10日起，作为上海4家爱国主义教育示范基地之一，免费对公众开放。2013年5月26日，经中央批准，“陈云故居暨青浦革命历史纪念馆”更名为“陈云纪念馆”，保留“青浦革命历史纪念馆”的牌子。江泽民再次题写了“陈云纪念馆”馆名。2015年6月2日陈云诞辰110周年之际，陈云生平业绩展暨陈云文物馆开展仪式在陈云纪念馆举行。
2017年，陈云纪念馆被中国博物馆协会评为第三批国家一级博物馆。
陈云纪念馆由铜像广场、主馆、陈云文物馆、陈云故居、陈云手迹碑廊、文化创意街组成。

## 营业时间
- 周二至周日：上午九点至下午四点半
- 周一闭馆

## 交通
- 上海轨道交通17号线朱家角站转青枫线/青蒸线/青小线
- 上海轨道交通9号线松江新城站转松岑专线